# 鳥羽インターチェンジ
鳥羽インターチェンジ（とばインターチェンジ）は、三重県伊勢市朝熊町箕曲瀬の伊勢二見鳥羽ラインにあるインターチェンジである。

## 概要
伊勢二見鳥羽ラインの終点である。「鳥羽インターチェンジ」と名乗っているが、当ICは鳥羽市との境界の少し手前にある長者橋北交差点に位置している。国道42号と平面交差で接続しており、鳥羽市へはそのまま直進する構造となっている。
当ICは開通してから、長らくの間インターチェンジ名が表記されておらず、名無しのインターチェンジとなっていたが、その後第二伊勢道路が開通するに当たって、鳥羽南・白木ICが鳥羽市内に設置されることになり、この兼ね合いから、当ICにもインターチェンジ名称が追加された。
それによって、交差点名が鳥羽ICに変更されている。

## 接続道路
- 国道42号

## 周辺
- 伊勢志摩スカイライン
- 鳥羽駅 （JR参宮線、近鉄鳥羽線・志摩線）
- 池の浦駅 （近鉄鳥羽線）
- 鳥羽商船高等専門学校
- 粟皇子神社

## 隣
伊勢二見鳥羽ライン
二見JCT - 松下JCT - 鳥羽IC